# 時梨まりな
時梨 まりな（ときなし まりな、1991年12月26日 - ） は、日本の女優、アイドルである。兵庫県出身。

## 略歴
幼少期より出生地・兵庫県神戸市を中心に、広告や舞台への出演など芸能活動を行う。
2014年、上京。
2016年、芸能事務所、株式会社エッグスター に所属。
2017年4月、株式会社エッグスター初の女優アイドルグループ「おとぎ星」に所属。
2018年3月、アイドルグループ「パティシエール 〜Patissiere〜」に所属。同年9月30日に解散。

## 人物
趣味は映画鑑賞（年間300作鑑賞）、ホットヨガ、家庭菜園、フラワーアレンジメント、料理（ぬか漬けやおせち料理も作る本格派）、紅茶。アニメ、ゲーム、主に遊戯王のカードゲーム。ピアノ、歌、読書、音楽鑑賞、レース編み、旅行、小説や文字を書くこと、飼い猫と遊ぶこと。
漢字検定2級、英語検定準2級、市民救命士資格を所持している。

## 出演

### テレビドラマ
- ワオ 娘の彼氏は何者だ?（2014年、フジテレビ） - 新郎友人オタク 役
- Messiah メサイア -影青ノ章-（2015年、TOKYO MX 2） - CA 役
- 図書館戦争BOOK OF MEMORIES（2015年、TBSテレビ） - 関東図書基地武蔵野第一図書館所属　図書隊業務部員 役
- 居酒屋ふじ（2017年、テレビ東京） 10話
- ハケンのキャバ嬢・彩華（2017年、AbemaTV） - キャバ嬢 役
- デザイナー 渋井直人の休日（2019年、テレビ東京）

### 映画
- ヒロイン失格（2015年） - クラスメイト 役
- メサイア -深紅ノ章-（2015年） - CA 役
- 探偵はBARにいる3（2017年） - ホステス 役
- レオン（2018年） - 朝比奈フーズ社員 役
- 記憶にございません!（2019年） - 店員 役

### 舞台
- 日本放映プロ㈱「天使にお願い／ドーンセンター大阪」（2003年）主演　みき役
- 日本放映プロ㈱「オニと鬼ごっこ／ドーンセンター大阪」（2004年） めぐみ役
- 蒼い季節（2017年3月、エアースタジオ公演）
- Kiss Me You～がんばったシンプ達へ～（2018年3月、エアスタ本公演）
- SAKURA（2018年4月、エッグスター公演）
- GO,JET!GO!GO! Vol.1／A-garage（2018年12月、エッグスター公演） - 主演 早紀 役
- 白と黒の同窓会～まさかのダブルブッキング篇～（2019年2月、新宿シアターモリエール） - 友梨 役
- GO,JET!GO!GO! ZERO／A-garage（2019年11月、エアースタジオ公演） - 主演 早紀 役
- ゴースト・レストラン（2020年7月、エッグスター公演） - レイ 役

### 朗読劇
- 最果てリストランテ（2020年12月17日 - 12月21日、A-Garage）-主演 金城愛 役[6]

### ライブイベント
- アイドルグループ「おとぎ星」ライブハウス・イベント・ラジオ収録 （2017年4月 - 12月）
- アイドルグループ「パティシエール ～Patissiere～」ライブハウス・イベント（2018年3月 - 9月）

### CM
- JAL（日本航空） 先得 /嵐　あいつがいない篇（2014年9月）
- TOYOTA ReBORN （信長と秀吉） /虎ノ門篇（2015年1月）

### MV
- DREAMS COME TRUE「その日は必ず来る」（2017年）

### 広告
- 姫路獨協大学 2017年オープンキャンパスPRムービー/株式会社マイナビ制作 主演[7]
- 二子玉川ライズ蔦屋家電広告